# Ulrike Holzinger
Ulrike Holzinger (* 1. Dezember 1966) ist eine deutsche Juristin. Sie ist seit dem 27. September 2022 Richterin am Bundesgerichtshof.

## Leben und Wirken
Holzinger war nach Abschluss ihrer juristischen Ausbildung und ihrer Promotion zunächst für knapp eineinhalb Jahre als Rechtsanwältin tätig. Im Februar 1997 trat sie in den Justizdienst des Freistaats Bayern ein und war im Landesjustizprüfungsamt des Bayerischen Staatsministeriums der Justiz und bei der Staatsanwaltschaft München I eingesetzt. Im August 1999 wurde sie zur Staatsanwältin ernannt. Im Januar 2001 wechselte Holzinger als Richterin am Amtsgericht an das Amtsgericht München. Im Oktober 2012 erfolgte ihrer Ernennung zur Richterin am Oberlandesgericht bei dem Oberlandesgericht München.
Nach ihrer Ernennung zur Richterin am Bundesgerichtshof am 27. September 2022 wies das Präsidium Holzinger dem Kartellsenat und dem XIII. Zivilsenat zu, der zuständig ist für Rechtsbeschwerden in Freiheitsentziehungssachen, für Rechtsstreitigkeiten aus dem Erneuerbare-Energien-Gesetz (EEG) und dem Kraft-Wärme-Kopplungsgesetz (KWKG) sowie für Rechtsstreitigkeiten über Vergabeverfahren öffentlicher Auftraggeber.